# Kyllikki Väre
Kyllikki Väre (13 de marzo de 1912 – 2 de enero de 1951) fue una actriz teatral y cinematográfica finlandesa.

## Biografía
Su nombre completo era Elli Kyllikki Väre, y nació en Vaasa, Finlandia, 
Fue actriz del Teatro Nacional de Finlandia entre 1931 y 1947. En su faceta cinematográfica, en el año 1944 recibió dos Premios Jussi por su trabajo como actriz de reparto en las películas Herra ja ylhäisyys y Vaivaisukon morsian.
Falleció en 1951 a causa de una hemorragia cerebral en Helsinki, Finlandia. Tenía únicamente 38 años de edad. Había estado casado con el actor Unto Salminen, con el que tuvo al también actor Esko Salminen.

## Filmografía
- 1936 : Onnenpotku
- 1937 : Kuriton sukupolvi
- 1937 : Juha
- 1939 : Jumalan tuomio
- 1940 : Runon kuningas ja muuttolintu
- 1940 : Lapseni on minun
- 1942 : Onni pyörii
- 1942 : Avioliittoyhtiö
- 1942 : August järjestää kaiken
- 1943 : Tuomari Martta
- 1944 : Vaivaisukon morsian
- 1944 : Herra ja ylhäisyys
- 1945 : Suviyön salaisuus
- 1945 : Kyläraittien kuningas
- 1946 : Nuoruus sumussa
- 1946 : Menneisyyden varjo
- 1947 : Särkelä itte
- 1947 : Pimeänpirtin hävitys
- 1949 : Katupeilin takana
- 1950 : Maija löytää sävelen
- 1950 : Härmästä poikia kymmenen